# Любитів (станція)
Люби́тів — пасажирська проміжна залізнична станція Рівненської дирекції Львівської залізниці.
Розташована у селі Любитів Ковельського району Волинської області на лінії Здолбунів — Ковель між станціями Голоби (16 км) та Ковель (10 км).
Станцію було відкрито 1879 року під такою ж назвою на вже існуючій залізниці Здолбунів — Ковель. Електрифіковано у складі лінії Рівне — Ковель 2001 року.
Зараз на станції зупиняються лише приміські потяги. До середини 2000-х низка міжміських потягів також тут зупинялися.